# Soós Imre-díj

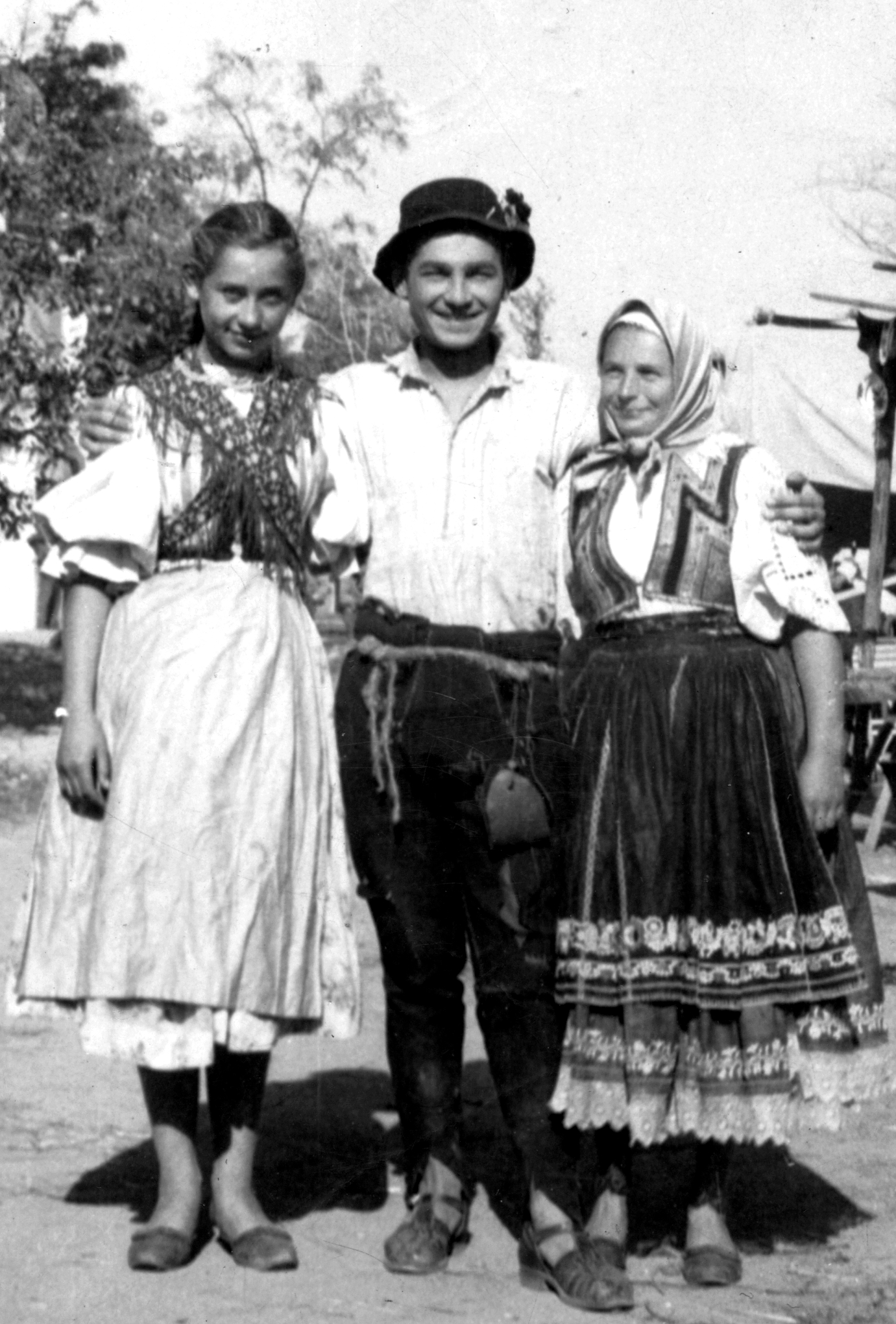
Soós Imre a Ludas Matyi című film forgatásán helybéli nőkkel (1949)

A Soós Imre-díjat a MASZK Országos Színészegyesület kezdeményezésére, a Nemzeti Kulturális Örökség Minisztériuma és a MASZK alapította 2001-ben, a színészek erkölcsi megbecsülése és a társadalmi rangjának emelése céljából a pályakezdő színészek számára.
A Soós Imre "Pályakezdő" díj annak a fiatal színművésznek adható, aki legfeljebb 5 éve kapott diplomát, illetve Színész I. minősítést, kiemelkedő művészi tevékenységet végez és még nem kapott állami művészeti díjat. A díjakat a beérkező javaslatokból a MASZK vezetősége, mint kuratórium ítéli oda.
A Színházi világnap (március 27.) alkalmával adják át. Évente két személy kaphatja.

## Díjazottak
- 2025 - Ács Petra, Hevesi László[1]
- 2024 - Horváth Csenge, Csákvári Krisztián[2]
- 2023 - Rujder Vivien, Herczegh Péter[3]
- 2022 - Mészöly Anna, Böröndi Bence[4]
- 2021 - Illés Alexa, Bodoky Márk[5]
- 2020 - Zsigmond Emőke, Király Dániel[6]
- 2019 - Menczel Andrea, Csapó Attila[7]
- 2018 - Mészáros Blanka, Szakács Hajnalka[8]
- 2017 - Wunderlich József,[9] Dobó Enikő[10]
- 2016 - Lőrincz Nikol, Spiegl Anna[11]
- 2015 – Molnár Áron, Mikola Gergő[12]
- 2014 – Földes Eszter, Rák Zoltán[13]
- 2013 – Petrik Andrea,[14] Rusznák András[15]
- 2012 – Bata Éva,[16] Csémy Balázs[17]
- 2011 – Orosz Ákos,[18] Schruff Milán[19]
- 2010 – Herczeg Adrienn,[20] Kerényi Miklós Máté[21]
- 2009 – Nagy Sándor,[22] Barabás Botond[23]
- 2008 – Gidró Katalin,[24] Hajduk Károly[25]
- 2007 – Teszárek Csaba[26]
- 2006 – Kuthy Patrícia, Makranczi Zalán[27]
- 2005 – Hámori Gabriella, Mesterházy Gyula[28]
- 2004 – Ruttkay Laura,[29] Rácz János[30]
- 2003 – Botos Éva, Maday Gábor[28]
- 2002 – Soltész Erzsébet,[31] Bozsó Péter[28]
- 2001 – Kemény István, Kiss Ernő[32]